# Appenstetten
Appenstetten ist ein Gemeindeteil des Marktes Thalmässing im Landkreis Roth (Mittelfranken, Bayern). Appenstetten liegt in der Gemarkung Schwimbach.

## Lage
Die Einöde liegt in einem Kessel am Westhang des Auer Berges östlich des Schwimbaches, nordöstlich des Gemeindesitzes Thalmässing, südlich von Schwimbach und nordwestlich von Aue. Der Ort ist über einen Anliegerweg von der Gemeindeverbindungsstraße Schwimbach – Aue zu erreichen. Die Dorfflur von 46 Hektar ist an drei Seiten von Wald umgeben und ist nur nach Westen zum Schwimbach hin offen. Appenstetten wird vom Wanderweg 455 des Naturparks Altmühltal (Beschilderung: Ammonit und 5 auf gelbem Grund).

## Ortsnamendeutung
Appenstetten, früher auch Appenstätterhof bzw. Appenstättenhof, wird gedeutet als Ansiedlung eines Appo.

## Geschichte
In der Flur Appenstetter Häng(e) wurden in den 1920er Jahren von K. Hörmann, Nürnberg, mittelbronzezeitliche Hügelgräber aufgedeckt. Rätsel gaben die nicht im Verband liegenden, aber geordneten Skelettreste auf.
Eine erste gesicherte Erwähnung von Appenstetten enthält eine Urkunde des Klosters Plankstetten von 1368: Der Ritter Ulrich von Morsbach, sein Sohn Heinrich und dessen Sohn Hartunch stifteten an der St.-Johannes-Kapelle des Klosters eine tägliche Messe und gaben als Ausstattung unter anderem eine Wiese bei Appenstetten dazu. Ursprünglich stand dort nur ein Hof, der dem Domkapitel Eichstätt gehörte. 1484 vertauschte das Domkapitel den Hof unter Bischof Wilhelm von Reichenau gegen den Zehent mehrerer anderer Güter.
Am Ende des Alten Reiches, um 1800, unterstand die Einöde mit ihren beiden Halbhöfen hochgerichtlich dem Oberamt Stauf-Landeck. Die Dorf- und Gemeindeherrschaft lag beim eichstättischen Pfleg- und Kastenamt Obermässing. Kirchlich gehörte die Ansiedlung zur Pfarrei Schwimbach; Schwimbach war seit 1383 im Besitz des Heilig-Geist-Spitals Nürnberg; die Reichsstadt führte 1525 die Reformation in Schwimbach ein.
Im Königreich Bayern (1806) bildete Appenstetten mit Schwimbach, Aue, Offenbau, Weiler, Kochsmühle und Westerholz den Steuerdistrikt Schwimmbach (1816 in Steuerdistrikt Offenbau umbenannt) im Landgericht Raitenbuch, ab 1812 im Landgericht Greding. 1818 wurden Appenstetten, Stetten und Schwimbach zur Ruralgemeinde Schwimmbach zusammengeschlossen (die Schreibweise des Gemeindenamens mit einem „m“ wurde erst 1889 vorgeschrieben).
Bis in die Mitte des 20. Jahrhunderts bestand die Einöde aus zwei Halbhöfen; es hatte also zu einem unbekannten Zeitpunkt eine Hofteilung stattgefunden. Die Kinder besuchten die protestantische Schule in Schwimbach. 1871 wurden in Appenstetten sieben Gebäude gezählt; in den Ställen standen 19 Stück Rindvieh. Heute hat Appenstetten drei Hausnummern.
Am 1. Mai 1978 wurde die Gemeinde Schwimbach und damit Appenstetten in den Markt Thalmässing im Landkreis Roth eingegliedert.

### Einwohnerentwicklung
- 1818: 14 (2 Feuerstellen, entspricht Haushaltungen, 3 Familien)[14]
- 1823: 13[10]
- 1871: 14[12]
- 1950: 13[15]
- 1970: 15[16]
- 1987: 12[17]
- 2021: 7[18]